# 색수차

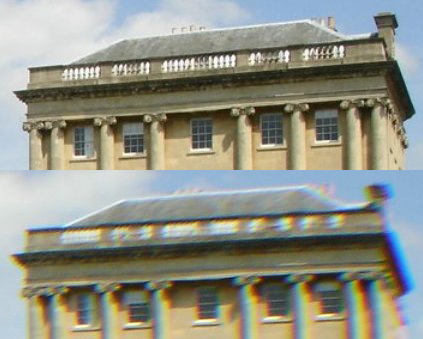
색수차의 예

색수차(Chromatic aberration, CA)는 광학에 색 왜곡과 구형 변색이라고도 불리며 렌즈가 모든 색을 같은 점으로 초점을 맞추는 데 실패하는 것을 말한다.

## 설명
색수차 분산에 의해 발생한다. 렌즈 요소의 굴절률은 빛의 파장에 따라 달라진다. 대부분의 투명한 물질의 굴절률은 파장이 증가함에 따라 감소한다. 렌즈의 초점거리는 굴절률에 따라 다르기 때문에 이러한 굴절률의 변화는 초점 조절에 영향을 미친다. 색수차는 이미지의 어두운 부분과 밝은 부분을 구분하는 경계를 따라 색의 "주름"으로 나타낸다. 색수차에는 축(종방향)과 횡(횡방향)의 두 가지 유형이 있다. 축 수차는 서로 다른 빛의 파장이 렌즈와 다른 거리에 초점이 맞춰질 때 발생한다.(초점 이동) 세로 방향 수차는 긴 초점 거리에서 일반적이다. 렌즈의 배율 및 왜곡 또한 파장에 따라 달라지기 때문에 횡방향 수차는 초점 평면의 다른 위치에 다른 파장이 집중될 때 발생한다. 횡방향 수차는 짧은 초점 거리에서 일반적이다. LCA라는 모호한 머리글자는 종방향 또는 횡방향 색수차에 사용되기도 한다. 두 종류의 색수차는 서로 다른 특성을 가지고 있으며 함께 발생할 수 있다. 축 CA는 영상 전체에 걸쳐 발생하며 광학 엔지니어, 검안사 및 시력 과학자에 의해 다이옵터로 지정된다. 다른 파장이 서로 다른 거리에서 초점을 맞추더라도 여전히 수용 가능한 초점에 있도록 자기장의 깊이를 증가시키는 정지(stop down)를 통해 이를 줄일 수 있다. 가로 CA는 영상의 중앙에서 발생하지 않고 가장자리로 갈수록 증가한다. 정지에 영향을 받지 않는다. 디지털 센서에서 축 CA는 빨간색과 파란색 평면이 역초점화(녹색 평면이 초점에 있다고 가정)되는 결과를 초래하는데 이는 후처리에서 상대적으로 개선하기 어려운 반면, 횡단 CA는 빨간색, 녹색 및 파란색 평면이 다른 배율로 변화한다.(기하학적 왜곡에서와 같이 반경을 따라 배율이 변화한다.) 평면이 정렬되도록 적절히 방사상으로 스케일링하여 보정할 수 있다. "보라색 무늬"라는 용어는 사진 촬영에서 일반적으로 사용되지만 모든 보라색 무늬가 색수차에 기인하는 것은 아니다. 하이라이트 주변의 유사한 색상의 테두리도 렌즈 플레어에 의해 발생할 수 있다. 하이라이트 또는 어두운 영역 주변의 색상 테두리는 동적 범위 또는 민감도가 다른 색상의 수용기로 인해 발생할 수 있다. 따라서 한 개 또는 두 개의 색상 채널에서 세부 사항을 보존하는 동시에 다른 채널 또는 채널에서 "소멸"되거나 등록에 실패할 수 있다. 디지털 카메라에서 특정 디모이싱 알고리즘은 이 문제의 명백한 정도에 영향을 미칠 가능성이 있다. 이 무늬의 또 다른 원인은 각 CCD 픽셀에 대해 더 많은 빛을 모으는 데 사용되는 매우 작은 마이크로 렌즈의 색수차이다. 이 렌즈는 녹색 빛의 초점을 올바르게 맞추도록 조정되므로 빨간색과 파란색의 초점이 잘못 맞춰지면 하이라이트 주변에 보라색 무늬가 생긴다. 이것은 프레임 전체에 걸쳐 균일한 문제이며, 콤팩트 카메라에 사용되는 것과 같이 픽셀 피치가 매우 작은 CCD에서 더욱 문제가 된다. 파나소닉홀딩스의 루믹스 시리즈 및 최신 니콘 및 소니 디지털 일안 반사식 카메라와 같은 일부 카메라에는 이를 제거하기 위해 특별히 설계된 처리 단계가 있다. 디지털 카메라를 사용하여 촬영한 사진에서 매우 작은 하이라이트는 종종 색수차로 나타날 수 있는데 사실 하이라이트 이미지가 너무 작아서 세 가지 색 픽셀을 모두 자극할 수 없기 때문에 잘못된 색으로 기록된다. 일부 유형의 디지털 카메라 센서에서는 이러한 현상이 발생하지 않을 수 있다. 다시 디모세이싱 알고리즘은 문제의 명백한 정도에 영향을 미칠 수 있다.  색수차는 흑백 사진 촬영에도 영향을 미친다. 사진에는 색상이 없지만 색수차로 인해 이미지가 흐려진다. 협대역 컬러 필터를 사용하거나 단일 컬러 채널을 흑백으로 변환하여 줄일 수 있다. 그러나 이렇게 하려면 노출 시간이 길어져야 하며 결과적인 이미지가 변경된다.(이는 팬크로매틱 흑백 필름의 경우에만 해당된다. 왜냐하면 정색 필름은 이미 제한된 스펙트럼에만 민감하기 때문이다.) 색수차는 전자 현미경 검사에도 영향을 미치지만 다른 색이 다른 초점을 갖는 대신 다른 전자 에너지는 다른 초점을 가질 수 있다. 한편으론 이러한 색수차를 이용한 망원경도 존재하는데 바로 천문학에서 주로 사용하는 망원경인 무채색망원경이다.

## 같이 보기
- 색
- 렌즈